# کوه آلفا
کوه آلفا (به انگلیسی: Alpha Mountain) یک کوه در کانادا است که در بریتیش کلمبیا واقع شده‌است. کوه آلفا ۲٬۳۰۲ متر بالاتر از سطح دریا واقع شده‌است.